# Lae Sering
Lae Sering is een bestuurslaag in het regentschap Dairi van de provincie Noord-Sumatra, Indonesië. Lae Sering telt 880 inwoners (volkstelling 2010).